# 짐 허튼

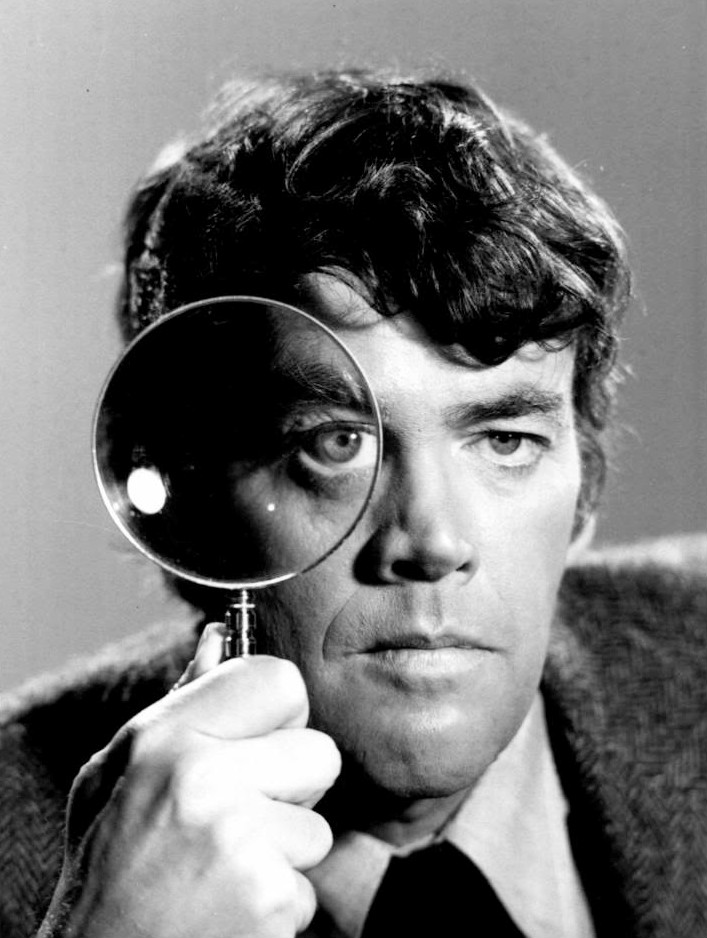

짐 허튼(Jim Hutton, 1934년 5월 31일 ~ 1979년 6월 2일)은 미국의 배우, 텔레비전 배우, 영화배우이다.
빙엄턴에서 태어났으며 로스앤젤레스에서 사망하였다. 사인은 암이다.

## 영화
- 사이코 킬러 (1975년)
- 돈 비 어프레이드 오브 더 다크 (1973년)
- 그린 베레 (1968년)
- 뛰지말고 걸어라 (1966년)
- 네버 투 레잇 (1965년)
- 위스키 전쟁 (1965년)
- 던디 소령 (1965년)
- 루킹 포 러브 (1964년)
- 뉴욕의 일요일 (1963년)
- 적응 기간 (1962년)
- 천국의 독신남 (1961년)
- 해변에서 생긴 일 (1960년)